# رابطة أسر السجناء والمختفين الصحراويين
رابطة أسر السجناء والمختفين الصحراويين هي منظمة صحراوية لحقوق الإنسان مقرها في المنفى، تنتقد انتهاكات حقوق الإنسان التي ترتكبها الحكومة المغربية ضد الصحراويين في الصحراء الغربية، وتركز على مسألة حقوق الإنسان في الصحراء الغربية والمختفين، قامت الرابطة سابقاً بحملات مكثفة للإفراج عن السجين السياسي محمد دداش (الذي سُجن بين عامي 1975 و2002)، وهي المنظمة الصحراوية الوحيدة غير الحكومية لحقوق الإنسان المعترف بها رسميًا من قبل الجمهورية العربية الصحراوية الديمقراطية، وهي محضورة في الأقاليم الجنوبية من الصحراء الغربية، حيث تعمل هناك سراً.
يقع المقر الرئيسي لها في مخيمات اللاجئين الصحراويين في ولاية تندوف، بالجزائر، تأسست في أغسطس 1989، ولها مكتب في بلباو في إسبانيا. منذ عام 1998، عبد السلام عمر الحسن هو الرئيس المنتخب لها.

## العضوية الدولية
منذ أبريل 1997، لها عضوية في اللجنة الأفريقية لحقوق الإنسان والشعوب، وهي أيضًا عضو في التحالف الدولي ضد الاختفاء القسري (ICAED)، ولها مشاركة في لجان حقوق الإنسان في مجلس حقوق الإنسان التابع للأمم المتحدة، ولجنة حقوق الإنسان التابعة للأمم المتحدة، والبرلمان الأوروبي، والاتحاد الإفريقي.
تتعاون المنظمة مع العديد من المنظمات غير الحكومية الدولية لحقوق الإنسان، مثل اتحاد جمعيات أسر المختفين (FEDEFAM)، ومنظمة العفو الدولية، والمكتب الدولي لاحترام حقوق الإنسان في الصحراء الغربية (BIRDHSO)، والجمعية الإسبانية لحقوق الإنسان (APDHE)، والمنظمة العالمية لمناهضة التعذيب (OMCT).

## أنظر أيضا
- حقوق الإنسان في الصحراء الغربية
- تاريخ الصحراء الغربية
- الجمعية الصحراوية لضحايا الانتهاكات الجسيمة لحقوق الإنسان